# Бой при Икике
Бой при Икике (исп. Combate de Iquique) — военно-морское сражение, состоявшееся 21 мая 1879 года в ходе Второй тихоокеанской войны между флотами Перу и Чили: перуанским монитором «Уаскар» Мигеля Грау и чилийским деревянным корветом «Эсмеральда» Артуро Прата, а также перуанским броненосцем «Индепенденсия» и чилийской шхуной «Ковадонга». Результатом сражения стало потопление чилийского корвета и перуанского броненосца и снятие блокады с перуанского порта Икике.
С начала Второй тихоокеанской войны чилийцы захватили инициативу на море. 16 мая они направили основные силы своего флота на север, к главной военно-морской базе Перу Кальяо, чтобы уничтожить или блокировать вражеский флот, а затем начать наступление на суше. В то же время более слабые корабли их эскадры под командованием Артуро Прата — корвет «Эсмеральда», шхуна «Ковадонга» и транспорт «Ламар» — блокировали перуанский порт Икике. Когда президент Перу получил известия о том, что Икике блокирован, он поручил отряду контр-адмирала Мигеля Грау, состоявшему из монитора «Уаскар» и броненосца «Индепенденсия», снять блокаду.
21 мая 1879 года на горизонте показались корабли перуанцев, и «Ламар», подняв американский флаг, бежал. Его примеру последовала «Ковадонга», за которой бросилась «Индепенденсия». «Эсмеральда», имея 6 узловую скорости вынуждена была принять бой против «Уаскара». Комендант перуанского порта сообщил контр-адмиралу Грау, что вокруг «Эсмеральды» якобы стоит минное заграждение. Опасаясь подходить к корвету ближе, чем на 500 метров, «Уаскар» вступил с ним в артиллерийскую дуэль, которая длилась полтора часа без особых результатов. Снаряды «Уаскара» летели с перелётами, а «Эсмеральда» не могла пробить броню монитора. На «Эсмеральде» взорвались два паровых котла, из-за чего её скорость упала до 2 узлов.
Спустя какое-то время перуанский генерал, командовавший гарнизоном в Икике, приказал доставить на пляж 4 тяжёлых орудия и открыть огонь по чилийцам. Чтобы уйти из-под перекрёстного обстрела, Прат решил передвинуть «Эсмеральду» немного севернее. Но этот манёвр открыл Грау, что слухи о минном заграждении вокруг корабля противника не соответствуют действительности, и он двинул «Уаскар» на таран, который в то время считался одним из важнейших тактических приёмов в морском бою. Перед тараном перуанцы произвели артиллерийский залп по противнику и врезались в его борт. Чилийский капитан Артуро Прат с револьвером в одной руке и саблей в другой перепрыгнул на палубу «Уаскара», за ним последовало всего два моряка, причём один из них не рассчитал силы и упал в воду. Тремя выстрелами в упор Прат убил юного перуанского лейтенанта Хорхе Веларде, но сам пал под градом пуль.
Грау рассчитывал на сдачу «Эсмеральды», но её офицеры прибили флаг к мачте и продолжили сопротивление. Последовали ещё два таранных удара от «Уаскара» и новая попытка абордажа со стороны чилийцев, которая была отбита огнём картечницы.
После третьего удара «Эсмеральда» начала быстро погружаться в воду. Бой закончился, и перуанцы начали спасать уцелевших чилийцев. Сами они потеряли одного человека убитым и семерых ранеными, потери чилийцев были куда тяжелее — 143 погибших и 57 пленных. Однако радость победы для Мигеля Грау омрачилась неожиданной гибелью «Индепенденсии», на которую он так рассчитывал. В погоне за «Ковадонгой» перуанский броненосец сел на скалы в 9 милях южнее, и Грау, сняв его экипаж, вынужден был добить «Индепенденсию».